# Strnadica kamenjarka
Strnadica kamenjarka (лат. Emberiza cia) mala je ptica pevačica iz familije strnadica (Emberizidae), grupe koja je relativno skoro podeljena od srodne familije, familije zeba (Fringillidae).
Latinsko ime roda Emberiza potiče od staronemačkog Embritz, što znači strnadica. Specijski deo latinskog imena, cia, dolazi od italijanskog lokalizma za ovu pticu, zirlare, crvrkutati.

## Areal rasprostanjenja
Gnezdi se u severnoj Africi, južnoj Evropi na istoku do centralne Azije i Himalaja. Delimična je ptica selica, kod koje se uočava migratorno ponašanje samo kod populacija iz severne Evrope, koje odlaze u južnije krajeve ali predominantno u krajeve u kojima se gnezde strnadice kamenjarke na jugu. U Srbiji se smatraju pticama stanaricama sa malim arealom disperzije.

## Stanište
Strnadica kamenjarka se gnezdi na otvorenim i suvim staništima na stenama istočne i južne Srbije.

## Galerija
Staništa u Srbiji.

## Opis
Ova ptica je 16 cm dugačka. Gnezdeći mužjak ima pokrovno perje boje lešnika, neistačkano bež perje stomaka, sa svetlo sivo obojenom glavom na kojoj se mogu uočiti crne linije koje prave masku ili „mrežu” oko glave.
Ženka je „isprana” verzija mužjaka, sa svetlije obojenim pokrovnim perjem i svetlije braon-sivo obojenom glavom i manje kontraststnom maskom na glavi.
Postoje četiri geografska tipa, koji se razlikuju samo u kontrastu perja na glavi, pri čemu se jedino podvrste koje žive u Evropi, Africi i zapadnoj Turskoj odlikuju po tome što imaju dve bele trake na krilima.

## Gnežđenje
Polaže do tri sivkasta jaja na gnezdu koje je napravljeno od trave na zemlji ili ponekad nisko na žbunju kamenjara. Odrasle ptice se pretežno hrane semenjem različitih vrsta biljaka, dok svoje ptiće hrane insektima.

## Spoljašnje veze
- Ageing and sexing (PDF; 5.0 MB) by Javier Blasco-Zumeta and Gerd-Michael Heinze
- BioRaS - opšte karakteristike[мртва веза]
- Rasprostranjenje - Podaci o nalazima u Srbiji[мртва веза]
- eBird - Srbija[мртва веза]